# Макеєнко Олександр Миколайович
Олекса́ндр Микола́йович Маке́єнко  — український військовослужбовець, льотчик, гвардії капітан Національної гвардії України.

## Життєпис
Льотчик-штурман вертолітної ескадрильї військової частини 2269 Національної гвардії України, Гвардійська авіабаза НГУ, м. Олександрія.
З 12 по 28 квітня та з 21 травня 2014 року брав участь в антитерористичній операції на Сході України як другий пілот вертольота Мі-8МТ (борт «16»), разом із командиром екіпажу полковником Сергієм Бульдовичем та бортовим техніком капітаном Сергієм Кравченком.
29 травня 2014 року екіпаж вертольота виконував завдання в районі міста Слов'янська, і після розвантаження продуктів харчування на блокпост та проведення ротації особового складу повертався на базу в Чугуїв. Близько 12:30, при наборі висоти після злету з майданчика на горі Карачун, вертоліт був обстріляний з лісосмуги та підбитий терористами з ПЗРК. Екіпаж до останньої миті намагався врятувати бойову машину і людей, які перебували на борту. За словами очевидців, ракета влучила у борт гелікоптера, після чого він з відірваною хвостовою частиною пролетів ще близько 2 км. Під час падіння вибухнули паливні баки. Загинуло 12 чоловік: командир екіпажу Сергій Бульдович, борт-технік Сергій Кравченко, генерал-майор Сергій Кульчицький, ще троє військовослужбовців Національної гвардії та шість представників спецпідрозділу МВС України (колишній спецпідрозділ «Беркут»). Другий пілот старший лейтенант Олександр Макеєнко дивом залишився живим, він впав на дерево ще до падіння вертольота. У тяжкому стані був доправлений до лікарні міста Харків.
Олександру Макеєнку присвоєне звання капітана.
7 листопада 2014 року з іще 7 військовиками відбув на реабілітацію після поранення до Хорватії.
Дружина — медсестра медичного пункту військової частини 2269. Разом виховують маленьку донечку.

## Нагороди
20 червня 2014 року — за особисту мужність і героїзм, виявлені у захисті державного суверенітету та територіальної цілісності України, вірність військовій присязі та незламність духу, нагороджений орденом «За мужність» III ступеня.